# Беловар (гандбольний клуб)
Рукометний клуб «Б'єловар» (хорв. Rukometni klub Bjelovar) — чоловічий гандбольний клуб, що базується в місті Беловар, Хорватія. З дня заснування у 1955 році аж до 1991 року був відомий під назвою «Партизан». Багаторазовий чемпіон югославських національних першостей, переможець Ліги чемпіонів ЄГФ та інших престижних турнірів. Нині виступає у прем'єр-лізі чемпіонату Хорватії.

## Історія
Клуб заснований 26 лютого 1955 року під назвою «Партизан» — на честь югославських партизанів, що протистояли німецько-фашистським військам під час Другої світової війни. При цьому до складу увійшли багато гравців з двох існуючих у місті гандбольних клубів «Среднешкола» і «Славен». У сезоні 1957/58 команда потрапила у головну гандбольну лігу Югославії і відразу ж в дебютному сезоні стала тут чемпіоном. Рік тому відбувся дебют на міжнародному рівні, але він був невдалим — поразка на домашній арені від бухарестського «Динамо».
В цілому команда дев'ять разів вигравала чемпіонат Югославії (1958, 1961, 1967, 1968, 1970, 1971, 1972, 1977, 1979), ставши за цим показником найбільш титулованою в країні. Крім цього, шість разів посідала друге місце і шість разів третє. Тричі ставала володаркою Кубка Югославії з гандболу (1960, 1968, 1976). Найбільшого успіху на міжнародному рівні клуб добився в сезоні 1971/72, коли вперше в історії югославського гандболу здобув перемогу в Лізі чемпіонів ЄГФ. Також в 1962 і 1973 роках доходив до фіналу Ліги чемпіонів, а в 1968 і 1971 роках зупинявся на стадії півфіналів. У сезоні 1976/77 дістався до півфіналу Кубка володарів Кубків. «Партизан» шість разів вигравав Міжнародний гандбольний турнір чемпіонів Добоя (1968, 1969, 1975, 1976, 1977, 1978) і досі залишається рекордсменом за цим показником.
Незважаючи на багату історію і безліч престижних титулів, в кінці 1970-х років «Партизан» зіткнувся з серйозними проблемами організаційно-фінансового характеру, і з цього моменту його результати різко пішли на спад. Так, в сезоні 1979/80 клуб зайняв в чемпіонаті Югославії передостаннє тринадцяте місце і вилетів з вищої ліги у другий дивізіон. Коли в 1991 році Хорватія відокремилася від Югославії, команду перейменували в «Беловар», і таку назву вона носить до сьогодні. Згодом команді все ж вдалося пробитися у головну лігу хорватської національної першості, проте чемпіоном країни вона вже не ставала ні разу, незмінно поступаючись домінуючому в хорватському гандболі клубу «Загреб». Найбільш успішно в заліку національного хорватського першості «Беловар» виступив у 2011 році, коли став бронзовим призером.
У різний час за команду виступали такі відомі гравці як Хрвоє Хорват, Албін Відович, Мирослав Прибанич, Желько Німш, Звонімір Сердарушич, Павла Джурина, Мірко Башич та ін.

## Титули та досягнення

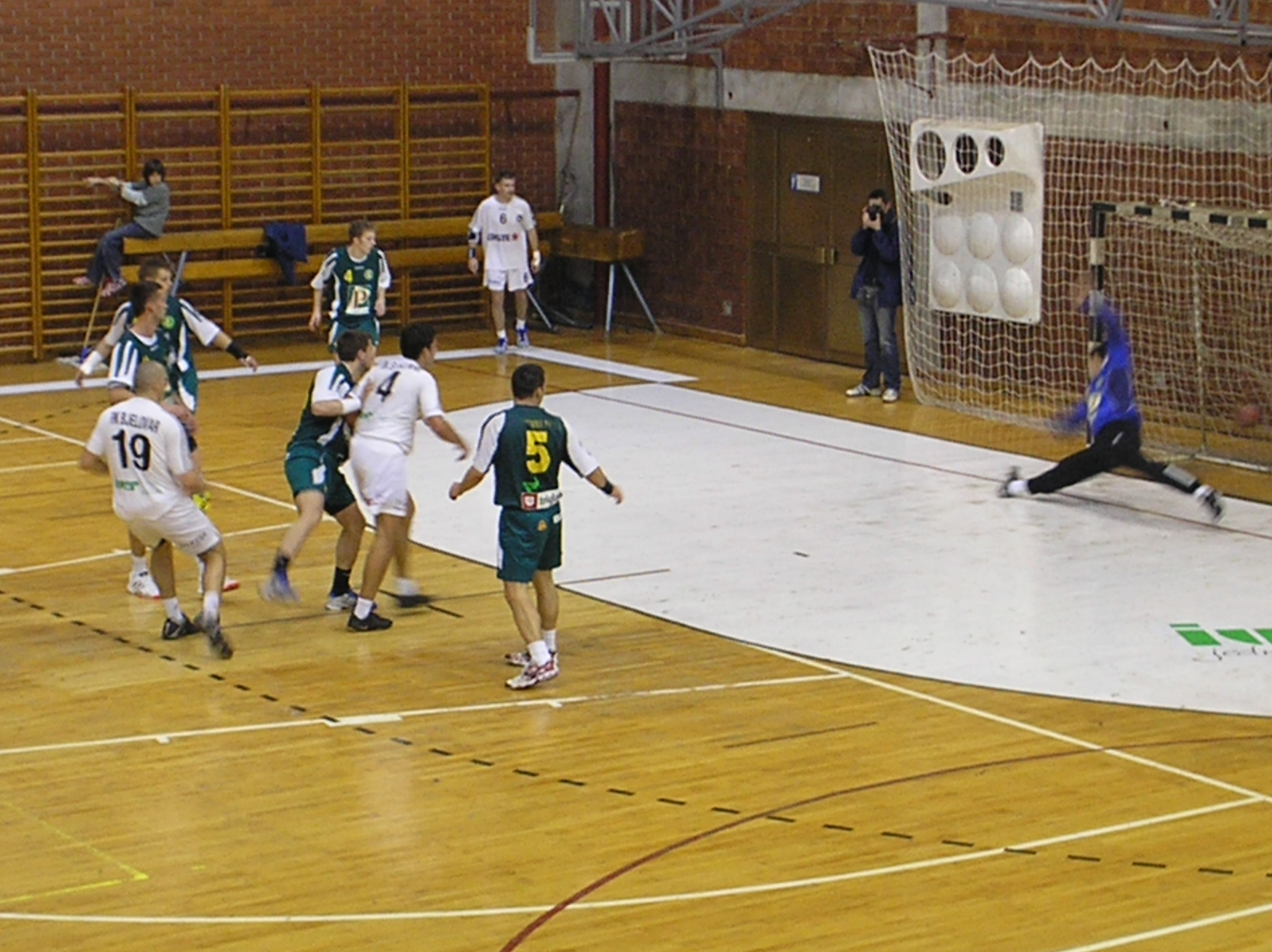
«Беловар» проводить матч на домашній арені

#### Чемпіонат Югославії
- Чемпіон: 1957/58, 1960/61, 1966/67, 1967/68, 1969/70, 1970/71, 1971/72, 1976/77, 1978/79.
- Друге місце: 1958/59, 1959/60, 1962/63, 1963/64, 1975/76, 1977/78.
- Третє місце: 1964/65, 1965/66, 1968/69, 1973/74, 1974/75, 1983/84.

#### Кубок Югославії
- Переможець: 1960, 1968, 1976.

#### Ліга чемпіонів
- Чемпіон: 1971/72.
- Фіналіст: 1962, 1972/73.
- Півфіналіст: 1967/68, 1970/71.

#### Кубок володарів Кубків
- Півфіналіст: 1976/77.